# 因陀罗跋摩二世 (占婆)
因陀羅跋摩二世（又名落悉密因陀羅，占語名為Laksmindra Bhumiçvara Gramasvamin；王號釋利因陀羅跋摩，占名為Çri Indravarman），占婆第六王朝首位君主。

## 生平及治國

### 出身及繼位
9世紀後半葉，第五王朝末王毗建陀跋摩三世死時因無嗣，乃指定因陀羅跋摩二世為王。關於因陀羅跋摩二世的出身，在占婆碑誌「東陽碑」的資料所載，他聲稱自己系出占婆傳說及古代的優珞闍（Uroja）等君王。法國學者喬治·馬司培羅則指出，因陀羅跋摩二世並非王族，理據是他之所以獲指定繼任，在「東陽碑」說是「由其無欲，有智力，故國中諸長奉之為君」，而非基於父祖關係。馬司培羅認為，因陀羅跋摩二世應屬北方阿摩羅婆胝（Amaravati）地區的「椰子部落」人士。
喬治·馬司培羅對於因陀羅跋摩二世得到王位的真正原因，還作個解釋，認為他是僭位者，所以即位後，便自稱為神話中被委派「下地為王」的優珞闍之後。

### 治國
因陀羅跋摩二世即位後，居於因陀羅補羅（Indrapura）。他在位期間的對外形勢，據學者喬治·馬司培羅的分析，當時適值印支半島上的吉蔑專注於建造吳哥祠廟，無暇治軍侵略外國。而在北方，中國唐朝所屬的安南都護府，曾於861年、864年及866年被南詔王世隆入侵，其後於又於864年至866年被世隆所佔領，安南都護高駢忙於應付，亦無暇顧及占婆，因此得以平和無事。
因陀羅跋摩二世曾對唐朝表示友好，於877年，遣使致送馴象三頭。
在政治方面，因陀羅跋摩二世沿用印度的種姓制度，任用較高等種性的人。據「美山碑」稱他「惟以婆羅門剎帝利二種人為大臣」。另外在宗教信仰方面，因陀羅跋摩二世則篤信佛教，曾在875年興建佛祠。
因陀羅跋摩二世死後，因無嗣，以王后姊夫釋利闍耶屈醯首羅（Çri Jaya Guheçvara）之子為嗣，是為闍耶僧伽跋摩一世（Jaya Sinhavarman I）。